# Nogent-sur-Loir
Nogent-sur-Loir ist eine französische Gemeinde mit 361 Einwohnern (Stand: 1. Januar 2022) im Département Sarthe in der Region Pays de la Loire; sie gehört zum Arrondissement La Flèche und zum Kanton Montval-sur-Loir. Die Einwohner werden Nogentais und Nogentaises genannt.

## Geografie
Nogent-sur-Loir liegt etwa 50 Kilometer südsüdöstlich von Le Mans am Loir. Umgeben wird Nogent-sur-Loir von den Nachbargemeinden Montval-sur-Loir im Norden, Dissay-sous-Courcillon im Osten und Nordosten, Saint-Pierre-de-Chevillé im Osten und Südosten, Saint-Aubin-le-Dépeint im Süden, Chenu im Südwesten sowie La Bruère-sur-Loir im Westen.
Durch die Gemeinde führt die Autoroute A28. 

## Bevölkerungsentwicklung
| Jahr                       | 1962 | 1968 | 1975 | 1982 | 1990 | 1999 | 2006 | 2018 |
| Einwohner                  | 383  | 425  | 392  | 355  | 354  | 378  | 335  | 376  |
| Quellen: Cassini und INSEE |      |      |      |      |      |      |      |      |

## Sehenswürdigkeiten

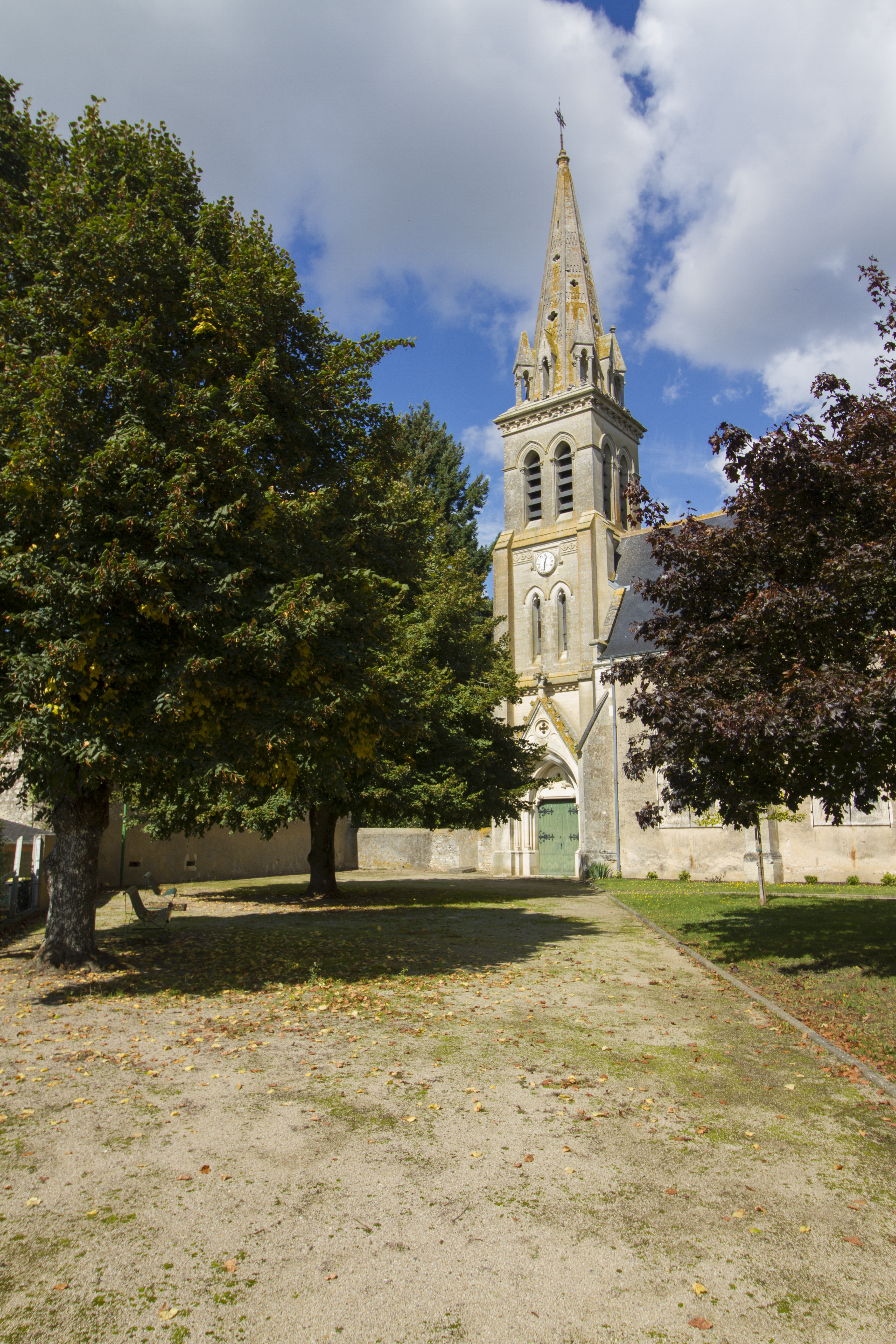
Kirche Saint-Denis

- Kirche Saint-Denis aus dem 11. Jahrhundert, Monument historique
- Schloss La Motte